# Benthochromis horii
Benthochromis horii es una especie de peces de la familia Cichlidae en el orden Perciformes.

## Morfología
Los machos pueden llegar alcanzar los 15,1 cm de longitud total.
- Número de  vértebras: 36-38.[1]

## Hábitat
Es una especie de clima tropical que vive entre 60-126 m de profundidad.

## Distribución geográfica
Se encuentran en África: lago Tanganika.